# Đinh Thanh Bình
Đinh Thanh Bình (Thanh Hóa, 19 de marzo de 1998) es un futbolista vietnamita que juega en la demarcación de delantero para el Phu Dong Ninh Binh FC de la V.League 2.

## Selección nacional
Tras jugar en varias categorías inferiores de la selección, finalmente hizo su debut con la selección absoluta de Vietnam el 15 de junio de 2023 en un encuentro amistoso contra Hong Kong que finalizó con un resultado de 1-0 a favor del combinado vietnamita tras el gol de Quế Ngọc Hải.

## Clubes
| Club                           | País    | Año       | Partidos | Goles |
| ------------------------------ | ------- | --------- | -------- | ----- |
| Hoang Anh Gia Lai FC           | Vietnam | 2016-2018 | 14       | 0     |
| The Cong-Viettel FC (cedido)   | Vietnam | 2019      | 6        | 0     |
| Hoang Anh Gia Lai FC           | Vietnam | 2019-2021 | 3        | 0     |
| Cong An Hanoi FC (cedido)      | Vietnam | 2021-2022 | 22       | 8     |
| Hoang Anh Gia Lai FC           | Vietnam | 2023-2024 | 33       | 6     |
| LPBank HCMC (cedido)           | Vietnam | 2024      | 0        | 0     |
| Phu Dong Ninh Binh FC (cedido) | Vietnam | 2024-     | 8        | 1     |